# Emilio Raicevich
Emilio Raicevich (Trieste, 1873 – Buenos Aires, 23 settembre 1924) è stato un lottatore e attore italiano.
Fu con i fratelli Giovanni Raicevich e Massimo Roberto Raicevich uno dei lottatori più forti del primo Novecento.

## Biografia

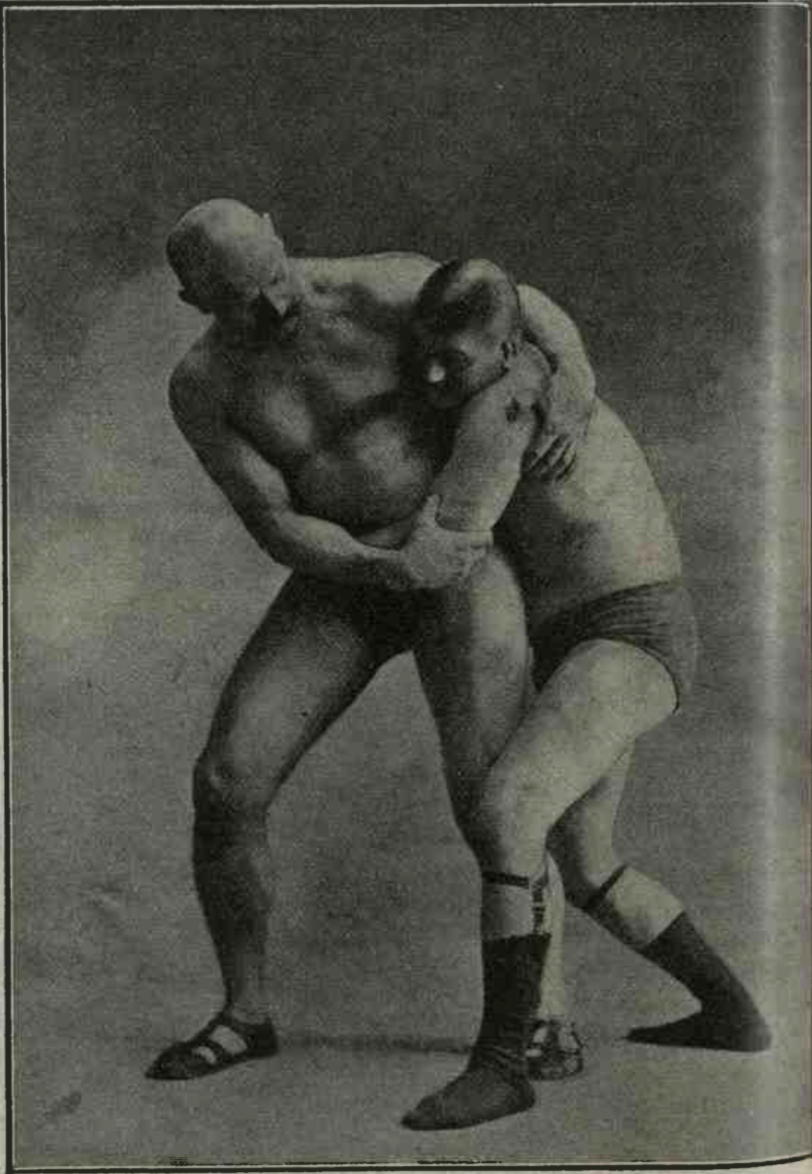
Emilio Raicevich e Ladislao Pitlansinski

Nacque a Trieste da padre dalmata e madre milanese. Irredentista, lasciò Trieste per non svolgere il servizio militare nell'esercito austriaco e si trasferì a Milano assieme ai fratelli.
Assieme ai fratelli nel 1905 fondò il cosiddetto "Circolo Raicevich" in via Foscolo a Trieste, luogo di sviluppo della lotta all'epoca molto in voga.
Nel 1902 ad Alessandria diventarono tutti e tre campioni italiani in tre diverse categorie. Ebbe innumerevoli successi nella lotta, classificandosi quarto al mondiale di Parigi, anche se non ebbe il successo sportivo del fratello minore Giovanni, che fu campione del mondo.
I giornali francesi definirono le sue lotte come quelle di un "selvaggio" e lui commentò la situazione affermando:
Nel 1915 si arruolò nei volontari dell'esercito e fece parte del corpo volontari automobilisti. Quell'anno il fratello Massimo, che avendo sposato una donna tedesca viveva in Germania, venne fermato alla frontiera, mentre stava facendo rientro in Italia, e condotto a Salisburgo, dove venne rinchiuso nella fortezza destinata ai prigionieri italiani. Lì morì in circostanze misteriose. Secondo alcune fonti sarebbe stato fucilato dagli austriaci.
Prese parte ai film La lotta e i lottatori nel 1911 e Le due orfanelle nel 1918.
Morì il 23 settembre 1924 a Buenos Aires dove si trovava per partecipare alle gare del diciannovesimo campionato internazionale di lotta greco-romana.
A lui e a Carlo Galimberti, vengono intitolati nel 1942 i Trofei di Propaganda istituiti dal presidente della Federazione Italiana Atletica Pesante e organizzati da La Gazzetta dello Sport e riservati ai giovani lottatori.

## Filmografia
- La lotta e i lottatori (1911)
- Le due orfanelle (1919)